# Pteranòdon
Els pteranòdons (Pteranodon, del grec, 'ales sense dents') són un gènere de pterosaure pterodactiloïdeu que volà pels cels del Cretaci fa entre 110 i 73 milions d'anys. Presentava una longitud alar de fins a 9 metres i pesava al voltant de 40 kilograms.
El seu crani era allargat, fi i aerodinàmic, amb una cresta buida que podia representar la meitat de la longitud d'aquest, la funció de la qual era fer de contrapès. El coll era curt, constituït per poques vèrtebres. L'húmer, el radi, el cúbit i el quart dit que subjectava la membrana alar presentaven un enorme desenvolupament. Pteranòdon es convertia en una criatura vulnerable i poc destre a terra ferma.
S'han identificat fins a 8 espècies de pteranòdon, entre les que consten Pteranodon ingens i Pteranodon sternbergi.

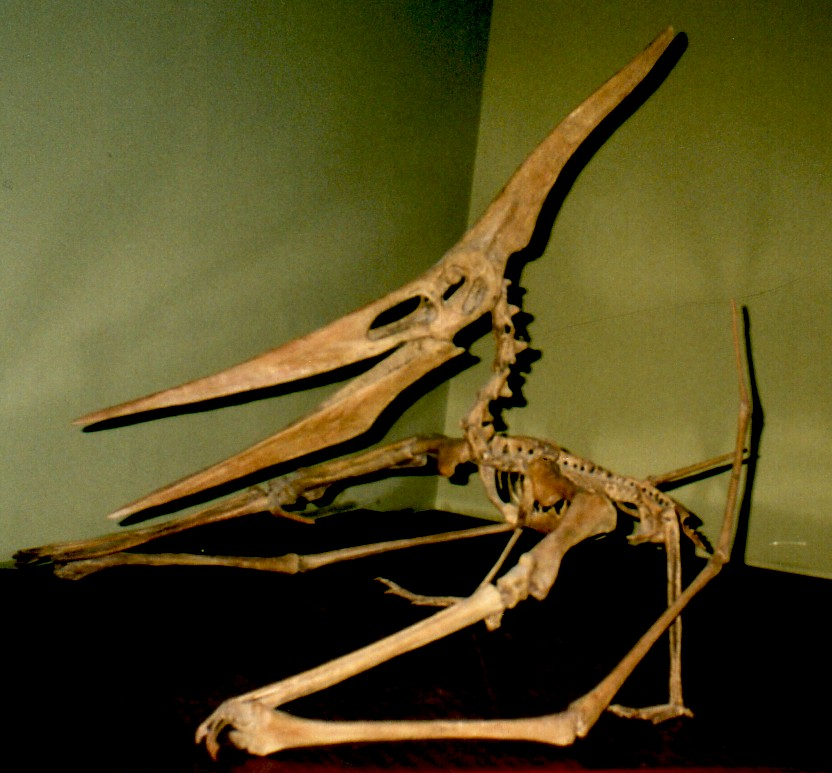
Esquelet de pteranòdon

## Descobriment, troballes
Les primeres restes de pteranòdon foren trobades per Othniel Marsh als anys setanta del segle xix a la regió de Smoky River (Kansas, Estats Units). La troballa constava de diversos ossos i cranis de fins a 150 centímetres de longitud.
La majoria de restes fòssils de pteranòdon s'han trobat en sediments marins, corresponents al fons d'una mar epicontinental (mar interior) que s'estenia entre les cadenes de les muntanyes Rocoses i dels Apalatxes. S'ha estimat que els exemplars van morir quan sobrevolaven aquest mar a uns 160 kilòmetres de la línia de costa.